# 太阳虫目
太阳虫目（学名：Actinophryida）是太阳虫门下的一个目。纲的地位未定。因有许多放射状的丝状伪足从身体中伸出，形状如光芒四射的太阳而得名。

## 下属分类
本目包括以下科：
- 太阳虫科 Actinophryidae
- Ciliophryidae